# Chubb (entreprise)
Pour les articles homonymes, voir Chubb.
Chubb Limited, anciennement ACE limited, est un consortium d'assurance et de réassurance issu du regroupement de 34 sociétés, fondé en 1985 et entré en Bourse en 1993. Son siège est établi à Zurich en Suisse.
La société est aujourd'hui membre de l'indice SP 500 des 500 premières capitalisations boursières américaines. Elle est actionnaire du rehausseur de crédit Financial Guaranty et a établi en 2001 son siège social aux Bermudes, à Hamilton avant de le déplacer à Zurich en 2008.
La société a depuis 2005 pour président et directeur général Evan Greenberg. Elle employait 5 000 personnes dans une trentaine de pays en 2005. En 2013, elle opère dans 54 pays.

## Histoire
En juillet 2015, ACE fait une offre d'acquisition sur Chubb Corp, une entreprise spécialisée dans l'assurance habitation, d'un montant de 28,3 milliards de dollars. Si l'acquisition réussit le nouvel ensemble prendra pour nom Chubb Corp,.
Le 15 janvier 2016, ACE finalise l'acquisition de Chubb. La nouvelle entité créée se nomme : Chubb Limited.
En mars 2021, Chubb annonce l'acquisition de The Hartford pour 23,24 milliards de dollars.
En septembre 2021, Chubb annonce l'acquisition des activités asiatiques de Cigna, ainsi qu'une participation de 51 % dans ses activités en Turquie pour 5,75 milliards de dollars.
En mars 2024, Chubb a versé 91 millions de dollars de caution pour permettre à Donald Trump d'engager une procédure d'appel après avoir perdu en première instance le procès en diffamation intenté par la journaliste E. Jean Carroll et l'avait perdue. Trump avait calomnié à plusieurs reprises cette femme, qui avait déjà gagné contre lui un procès pour abus sexuel, y compris sur les marches du tribunal. Le PDG de Chubb Evan Greenberg, qui était auparavant conseiller à la Maison Blanche sous Trump, s'était engagé pour cette caution et avait ainsi évité que des biens immobiliers du milliardaire présumé ne soient saisis,.

## Principaux actionnaires
Au 13 janvier 2020 :
| The Vanguard Group                                      | 8,09% |
| Wellington Management                                   | 6,74% |
| SSgA Funds Management, Inc.                             | 4,70% |
| Capital Research & Management (International Investors) | 4,60% |
| T. Rowe Price Associates (Investment Management)        | 4,50% |
| WCM Investment Management                               | 3,55% |
| Putnam                                                  | 3,46% |
| Massachusetts Financial Services                        | 2,90% |
| BlackRock Fund Advisors                                 | 2,51% |
| Managed Account Advisors                                | 2,32% |